# Михайлов Дмитро Іванович
Дмитро Іванович Михайлов (7 листопада 1919, село Шаран, тепер Шаранського району Башкортостану, Російська Федерація — 5 грудня 2018, місто Уфа Башкортостану, Російська Федерація) — радянський державний діяч, новатор виробництва, буровий майстер контори буріння № 1 тресту «Туймазабурнафта» об'єднання «Башнафта» Башкирської АРСР. Кандидат у члени ЦК КПРС у 1966—1971 роках. Депутат Верховної ради РРФСР 6-го скликання. Герой Соціалістичної Праці (23.05.1966).

## Життєпис
Народився в багатодітній селянській родині. З 1938 року, ще навчаючись в школі, підробляв помічником кочегара на котельні бурової установки. У 1940 році закінчив середню школу.
З 1940 року працював статистиком долотного цеху контори буріння тресту «Туймазабурнафта». У 1940 році перейшов працювати буровим робітникам, а через півроку — бурильником.
У 1941—1946 роках — у Червоній армії, учасник німецько-радянської війни. З 1941 року — курсант Челябінського авіаційного училища. У зв'язку з важкою ситуацією на фронті, не закінчивши училища був направлений в діючу армію. Брав участь в обороні Москви та Ленінграду, служив командиром протитанкової гармати, командиром взводу управління артилерійської батареї. У лютому 1943 року під Ленінградом був важко поранений. Після одужання в 1944 році був направлений в авіаційне училище штурманів з прискореним випуском. Після закінчення училища служив штурманом бомбардувальника, отримав друге поранення.
Закінчив школу льотчиків цивільної авіації. Працював другим пілотом на транспортному літаку в аеропорту Внуково (Москва).
У 1946 році повернувся до Башкирської АРСР. Працював бурильником контор № 1 та № 2 тресту «Туймазабурнафта». У 1948—1951 роках — буровий майстер контори буріння № 1 тресту «Туймазабурнафта» Башкирської АРСР.
У 1951 році був направлений до Китайської Народної Республіки, де працював буровим майстром, а потім начальником розвідки акціонерного товариства «Радкитнафта».
Після повернення на батьківщину в 1954—1955 роках працював буровим майстром контори буріння № 1 тресту «Туймазабурнафта», потім начальником дільниці електробуренія контори буріння № 1. Закінчив шестимісячні вищі курси керівників бурових підприємств при Московському нафтовому інституті імені Губкіна.
У 1955—1957 роках знову працював у Китайській Народній Республіці консультантом із глибокого буріння турбобуром на нафтовому родовищі Карамай. У 1957 році був направлений у Францію, де працював радником з турбінного буріння, допомагаючи впроваджувати радянські турбобури.
Член КПРС з 1957 року.
З травня 1957 року — буровий майстер контори буріння № 1 тресту «Туймазабурнафта» Башкирської АРСР.
Указом Президії Верховної Ради СРСР від 23 травня 1966 року за видатні заслуги у виконанні завдань семирічного плану із видобутку нафти і досягнення високих техніко-економічних показників в роботі Михайлову Дмитру Івановичу присвоєно звання Героя Соціалістичної Праці з врученням ордена Леніна і золотої медалі «Серп і Молот» .
У 1966 році призначений директором новоствореної контори буріння № 5 тресту «Туймазабурнафта». У 1970—1974 роках працював начальником Янаульского районного управління бурових робіт Башкирської АРСР. У 1976—1983 роках — заступник начальника Уфимського управління бурових робіт виробничого об'єднання «Башнафта» Башкирської АРСР. 
З 1983 року — персональний пенсіонер у місті Уфі Башкирської АРСР.
Помер 5 грудня 2018 року в місті Уфі.

## Нагороди і звання
- Герой Соціалістичної Праці (23.05.1966)
- орден Леніна (23.05.1966)
- орден Жовтневої Революції (30.03.1971)
- орден Вітчизняної війни І ст. (11.03.1985)
- орден Вітчизняної війни ІІ ст. (1945)
- орден Червоної Зірки (1945)
- медаль «За трудову доблесть» (26.04.1963)
- орден Дружби (Китайська Народна Республіка)
- медалі
- Заслужений працівник нафтової і газової промисловості РРФСР (1980)
- Заслужений нафтовик Башкирської АРСР (1965)
- Почесний нафтовик СРСР (1969)
- Почесна грамота Президії Верховної Ради РРФСР
- Почесна грамота Президії Верховної Ради Башкирської АРСР (1976)